# 大分宮河内インターチェンジ

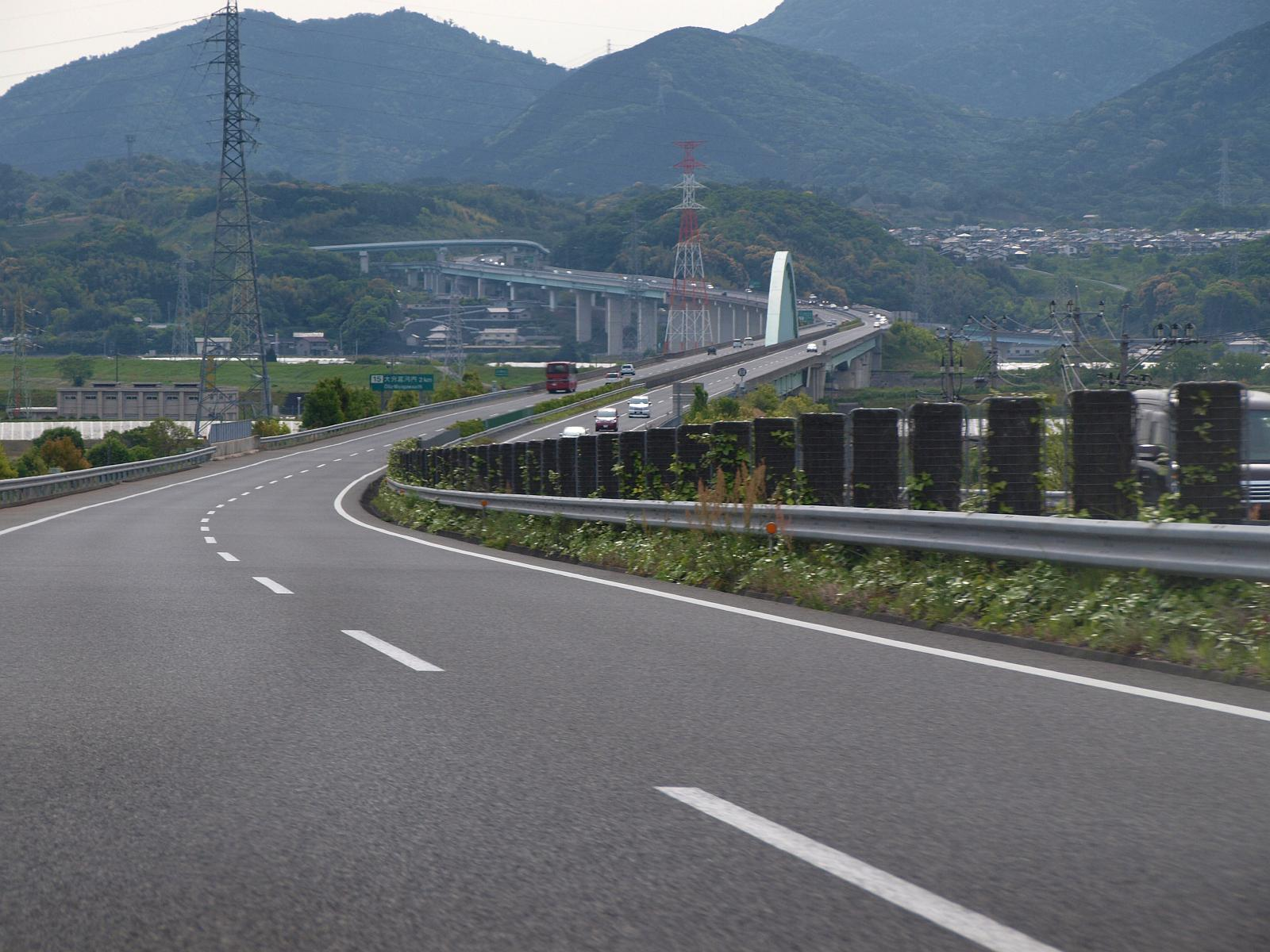
大分宮河内IC付近

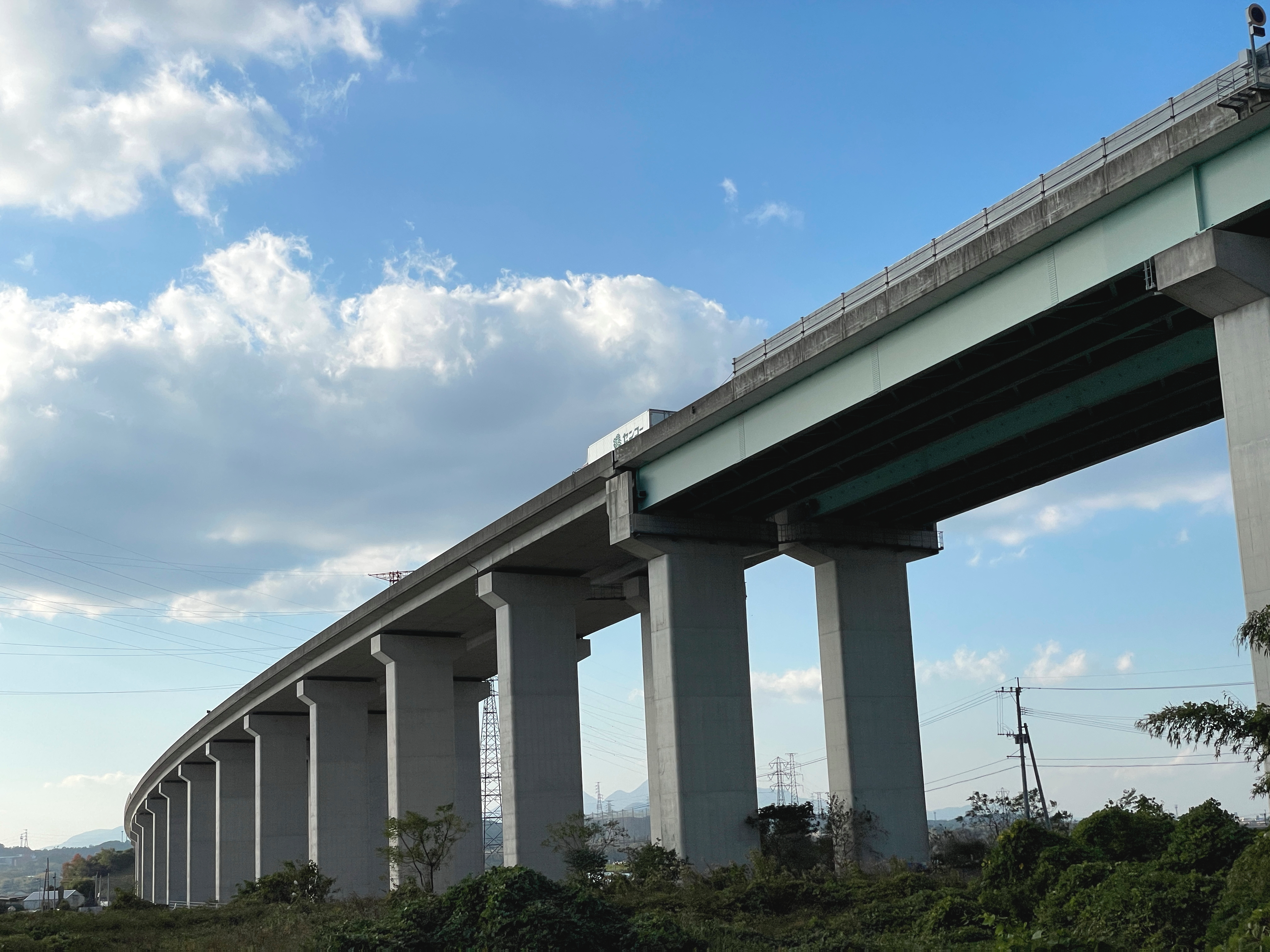
宮河内高架橋

大分宮河内インターチェンジ（おおいたみやがわうちインターチェンジ）は、大分県大分市大字宮河内にある東九州自動車道のインターチェンジ。大分市のうち旧鶴崎市、旧佐賀関町両地域の最寄りインターチェンジである。2010年現在、大分道から来た場合、4車線区間はここまでで、その先は暫定2車線となる。当ICは、大分宮河内IC（おおいたみやがわうちインターチェンジ）と読み仮名が振られているが、大分市内の地名は「みやかわうち」と読む。

## 歴史
- 1999年（平成11年）11月27日：大分米良IC - 大分宮河内IC間開通に伴い、供用開始[1]。
- 2001年（平成13年）12月27日：大分宮河内IC - 津久見IC間開通[1]。
- 2021年（令和3年）3月30日：大分宮河内IC付近への接続が計画されている中九州横断道路「大分 - 犬飼」間について、計画段階評価を進めるための調査着手[2][3][4]。

## 周辺
- 昭和電工ドーム
- 萬弘寺
- 大在公共ふ頭
- 佐賀関港
- 関崎灯台・関崎海星館

## 接続する道路
- 直接接続
  - 中九州横断道路（調査中）[3]
  - 国道197号大分東バイパス
- 間接接続
  - 大分県道21号大分臼杵線
  - 大分県道38号坂ノ市中戸次線

## 料金所
- ブース数：6

### 入口
- ブース数：2
  - ETC専用：1
  - ETC/一般：1

### 出口
- ブース数：4
  - ETC専用：1
  - 一般：3

## 隣
E10 東九州自動車道
(14) 大分米良IC - 大分松岡PA - (15) 大分宮河内IC - (16) 臼杵IC